# Grand jardin de Strahov
Le Grand Jardin de Strahov fait partie du complexe de jardins du monastère de Strahov avec le jardin de l'abbé, le jardin du couvent et le belvédère avec vignoble.

## Informations
Il est situé à Prague 1, dans les quartiers historiques de Malá Strana et Hradčany, et a une superficie de 11 hectares. Il est situé sur une pente, à une altitude allant de 225 à 320 mètres, à l'est des bâtiments du monastère de Strahov. Il est délimité au nord par le Mur de la Faim et la rue Strahovská (dans la partie supérieure). Le jardin et le monastère des Prémontrés de Strahov sont protégés comme monument culturel national tchèque depuis 1989.

## Histoire
Le jardin a été créé sur le terrain offert par le prince Vladislav II de Bohême en 1140 à l'ordre des Prémontrés pour fonder un monastère. Au XIXe siècle, une partie du grand jardin de Strahov actuel appartenait au jardin du couvent, et une partie, y compris le belvédère avec un vignoble, appartenait au jardin de l'abbé.
Pendant la guerre de Trente Ans, Strahov fut pillée et ravagée par les troupes suédoises, et sa restauration ne commença qu'après 1658. Plusieurs maisons du style baroque primitif ont été construites entre 1671 et 1679, parmi lesquelles également un séchoir de fruits, aujourd'hui la maison du jardinier. Parallèlement, un grand et un petit ermitage sont également créés dans la partie forestière du jardin (1673, 1674). Le jardin avait une utilité à l'époque baroque, lorsque des vignes, des vergers fruitiers, des plates-bandes de légumes, mais aussi des peuplements forestiers de chênes et de charmes étaient situés sur de vastes superficies. À la fin du XIXe siècle, la zone du Grand Jardin de Strahov a été réincorporée aux zones utilitaires, appartenant autrefois au Jardin de l'Abbé et au Jardin du Couvent, y compris la zone où se trouve aujourd'hui le Belvédère avec un vignoble.
Dans les années 1996-1998, une partie importante du Grand Jardin de Strahov a été réhabilitée et, outre l'horticulture d'origine, y compris la maison du jardinier, il est entièrement accessible au public.

## Lieux

### Belvédère avec vignoble
Dans les années 1991-1995, une plate-forme offrant une belle vue sur la ville ainsi que quatre petites terrasses avec des vignes ont été construites sur l'espace juste en dessous du jardin de l'abbaye. Ce lot, appelé Vyhlídka s viníci (Belvédère avec vignoble), est dominé par la statue de Notre-Dame de l'Exil, offerte par des Tchèques vivant à l'étranger et installée ici en 1994. Le point de vue avec la statue est accessible en suivant les panneaux depuis le sentier d'observation situé sous le terrain du monastère de Strahov.

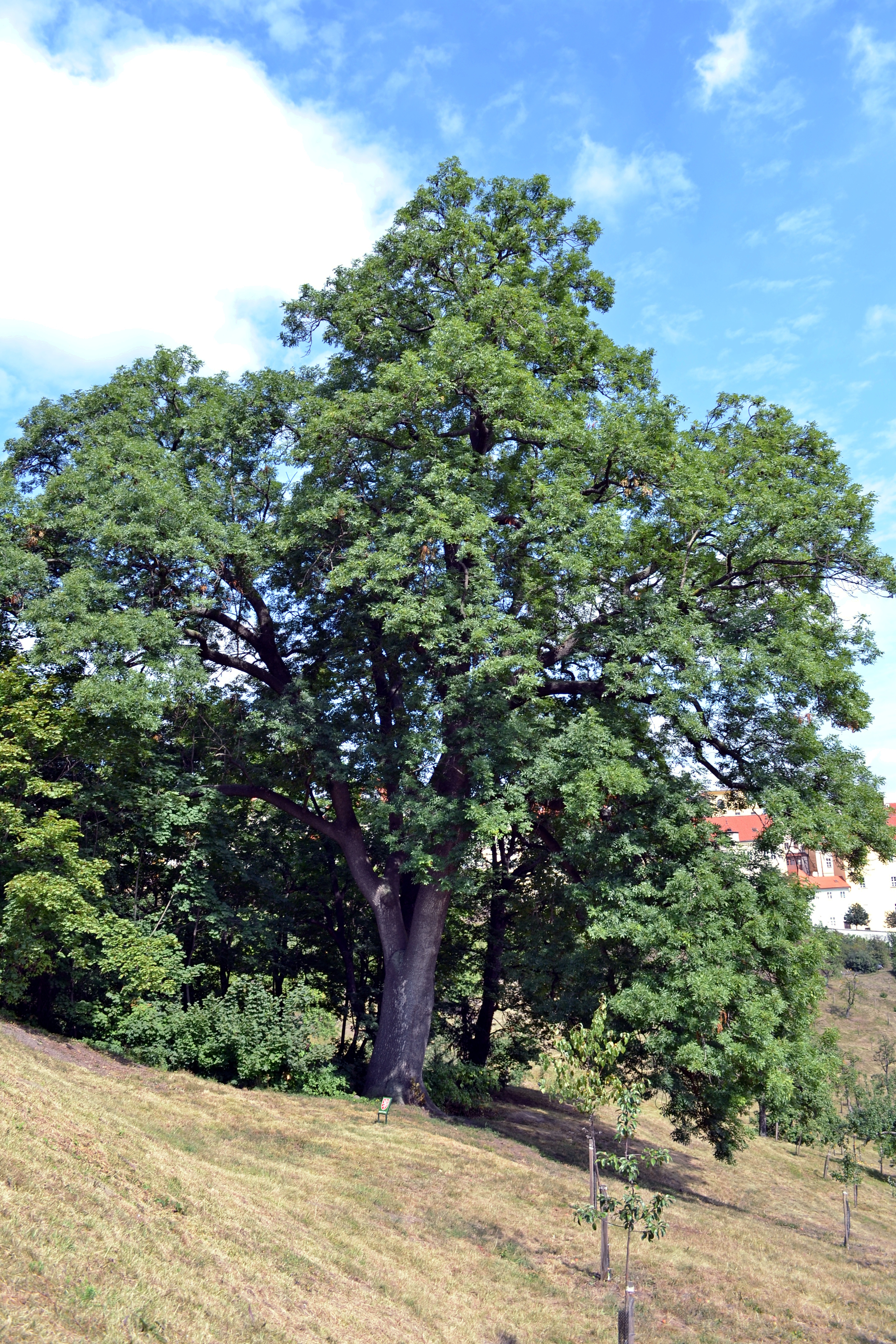
Un frêne commémoratif sur le versant au bord de la route panoramique

### Frêne commémoratif
Sur la pente, en contrebas du sentier panoramique sous le monastère de Strahov, se trouve un arbre commémoratif, le frêne européen (Fraxinus excelsior), qui est l'un des plus grands frênes commémoratifs de Prague et l'un des plus grands du pays. Sa cîme atteint une hauteur de 37 m, le tronc formé de trois branches fortes a une circonférence de 510 cm. L'âge estimé de l'arbre est de 200 ans. L'arbre a été inscrit sur la liste des arbres commémoratifs de Prague le 13 octobre 2007.

## Galerie

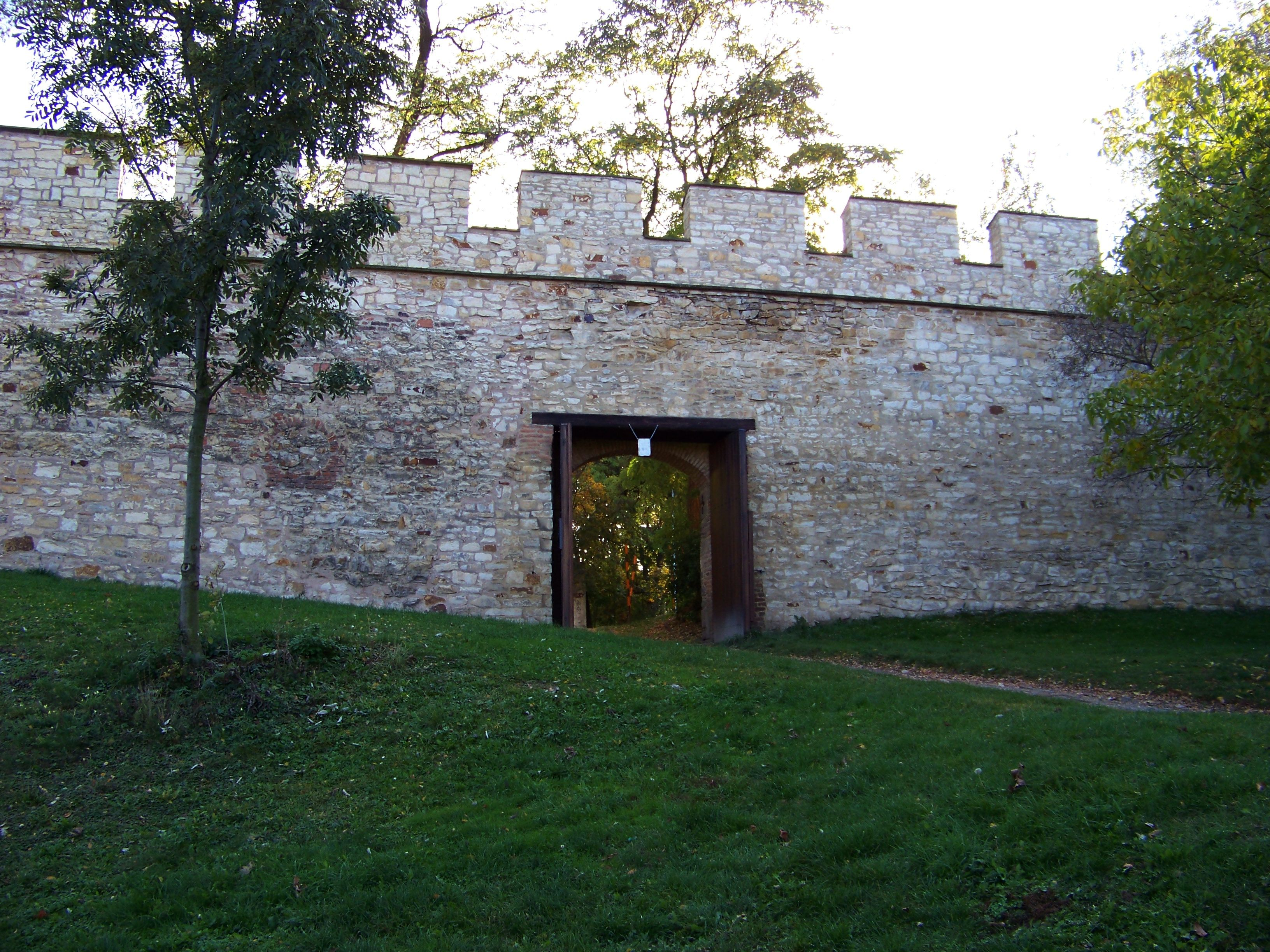
Mur de la Faim avec porte donnant sur la rue Strahovská
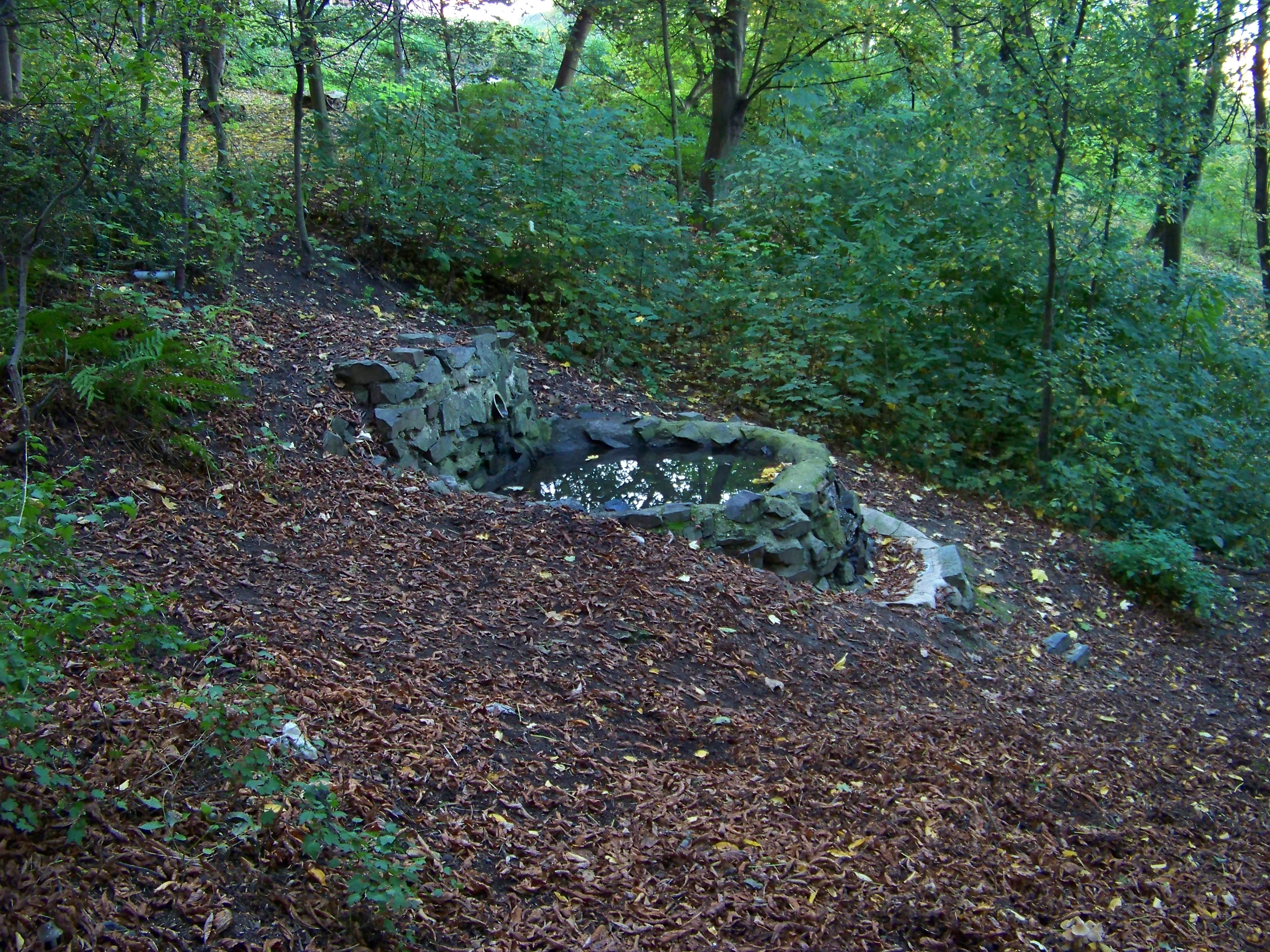
Versant du Grand Jardin de Strahov
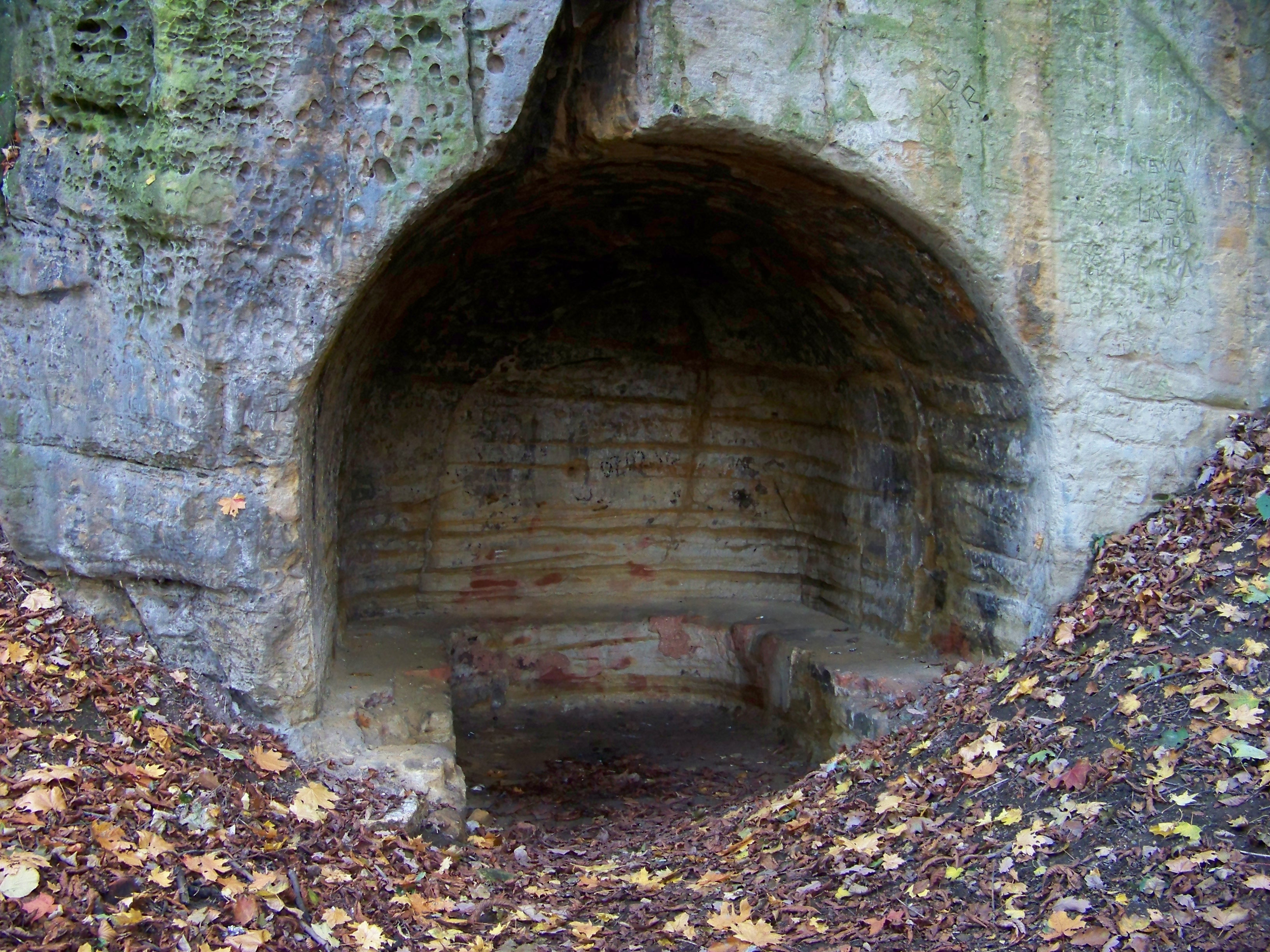
Grotte de l'enfer, à gauche
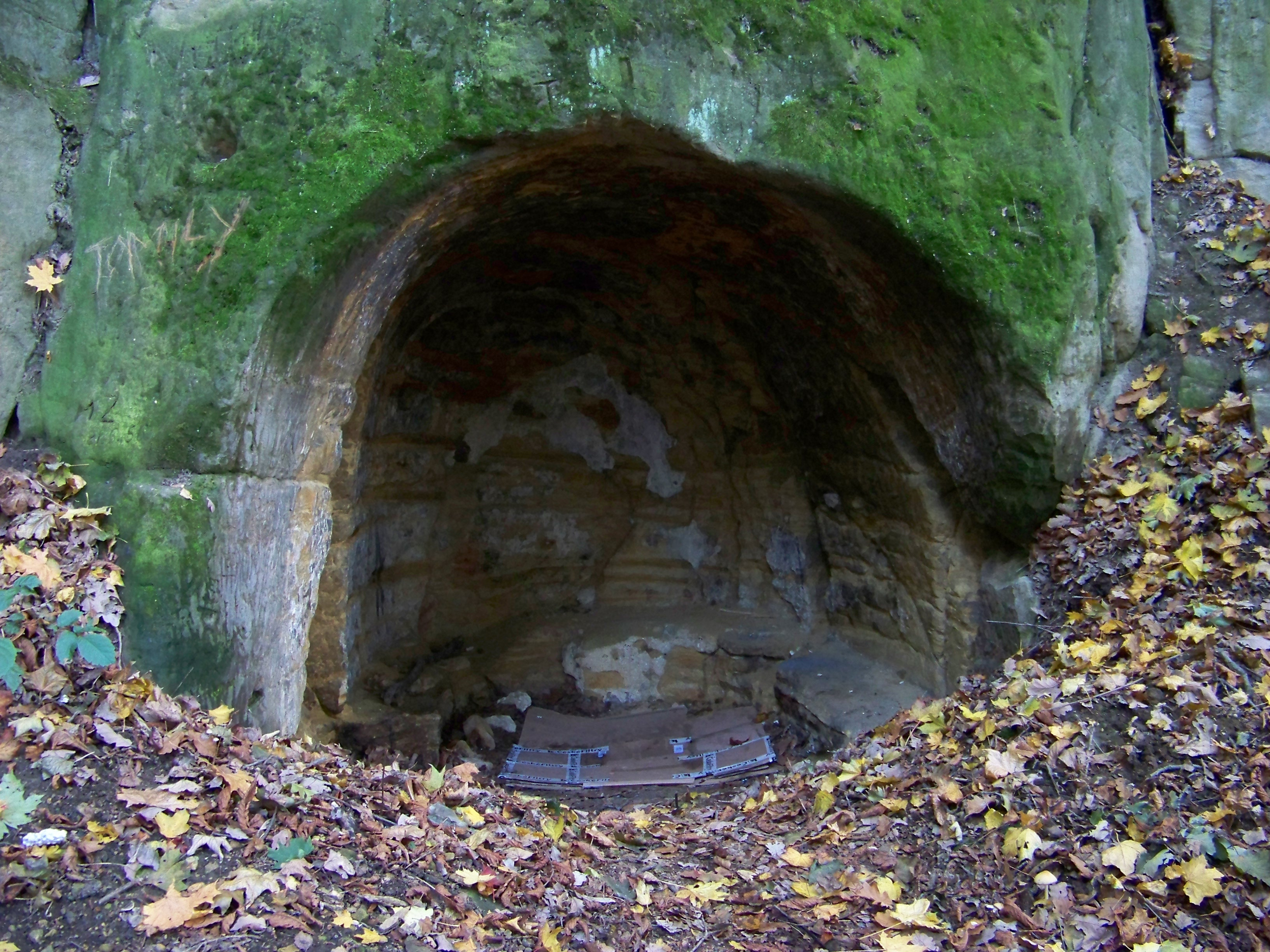
Grotte de l'Enfer, à droite
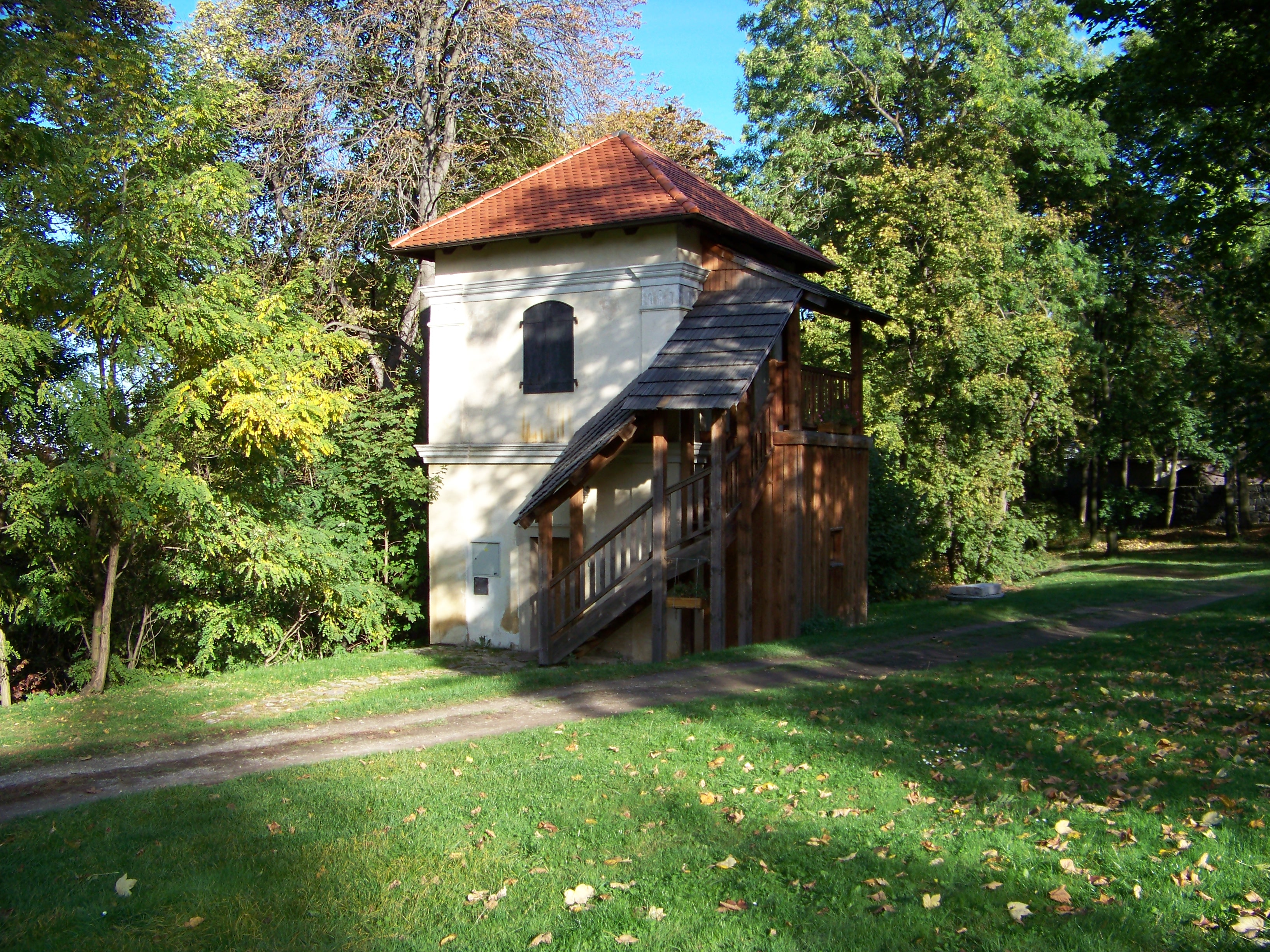
Ermitage
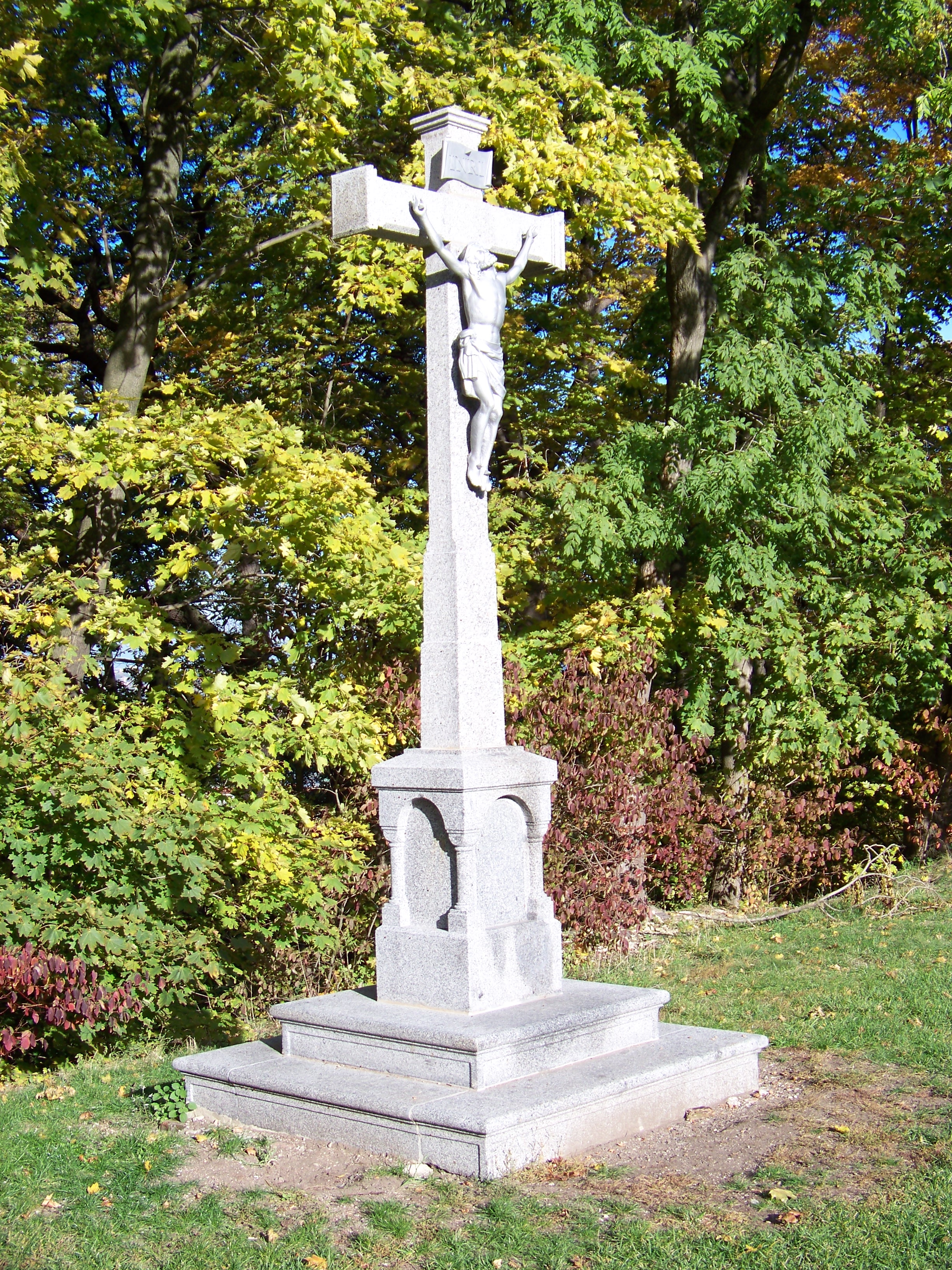
Croix près d'un grand ermitage
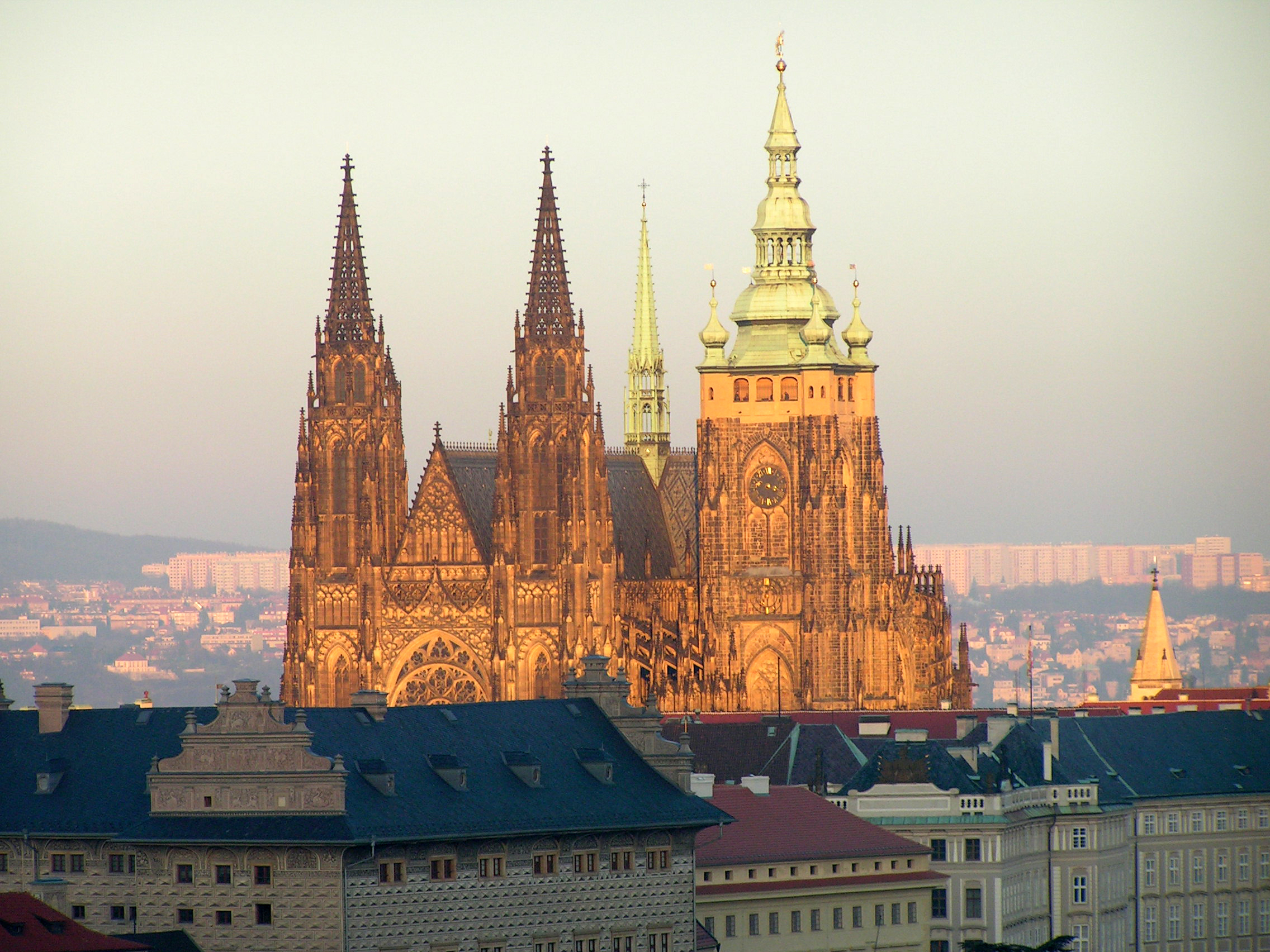
Vue de la cathédrale Saint-Guy depuis le belvédère